# 阿尔曼多·萨迪库
阿曼多·杜里姆·萨迪库（Armando Durim Sadiku，1991年5月27日—）是一名阿尔巴尼亚职业足球运动员，司职前锋，目前效力于印度超級聯賽俱乐部Mohun Bagan SG，他也是阿爾巴尼亞國家足球隊成員。